# Ernst-Ludwig-Brunnen
Der Ernst-Ludwig-Brunnen ist ein Brunnen und Denkmal in Darmstadt.

## Geschichte und Beschreibung
Der Ernst-Ludwig-Brunnen steht am Standort der 1944 bei einem Luftangriff zerstörten „Villa in Rosen“, dem Wohnsitz von Eugen Bracht (und zuvor von Hans Christiansen).
Die Brunnenanlage besteht aus einer halbkreisförmig um ein gestuftes Wasserbecken angelegte Reliefwand aus rotem Sandstein. Sie war Bestandteil eines von Otto Bartning gestalteten Pavillons. 
Auf der Weltausstellung 1958 in Brüssel erwarb die Stadt Darmstadt den Brunnen des Bildhauers Karl Hartung. Die Brunnenanlage wurde im Jahr 1959 am Alexandraweg aufgestellt. Die Einweihung erfolgte 1965 mit der Anbringung einer Tafel zu Ehren des letzten regierenden Großherzogs Ernst Ludwig.